# Sardar (film, 2022)
Pour les articles homonymes, voir Sardar (homonymie).
Pour plus de détails, voir Fiche technique et Distribution.
Sardar (சர்தார்) est un film d'action et d'espionnage indien en langue tamoule, sorti en 2022, écrit et réalisé par PS Mithran et produit par S. Lakshman Kumar sous la bannière de Prince Pictures.
Le film met en vedette Karthi dans un double rôle avec Raashii Khanna, Rajisha Vijayan, Laila, Chunky Panday, Rithvik, Munishkanth, Yugi Sethu, Avinash et Balaji Sakthivel dans des rôles de premier plan. Il marque les débuts de l'acteur Chunky Panday dans le cinéma tamoul et le retour de Laila après 16 ans d'absence dans le cinéma,.

## Synopsis
Vijay Prakash est un inspecteur en quête de renommée et aime être sous les projecteurs des médias car il veut lever les obstacles dans sa profession en raison de la réputation de son père en fuite, Chandra Bose, un ancien espion qui est présenté comme un traître national. Vijay est élevé par son oncle Paavadaisaami, qui est également flic de profession, alors que toute sa famille élargie se suicide par honte lorsque la nouvelle de la trahison de son père est rendue publique. L'intérêt amoureux de Vijay, Shalini, avocat de profession, n'a pas été amusé par son besoin d'attention sur les réseaux sociaux, mais sympathise avec lui une fois qu'il a expliqué sa position.
Pendant ce temps, Vijay se voit confier la mission d'attraper celui qui a volé un dossier hautement confidentiel à Rajaji Bhavan, contenant des informations sur les agents qui ont travaillé pour le RAW depuis les années 1980. Considérant cela comme une occasion en or de bâtir sa réputation, Vijay commence à enquêter sur l'affaire et apprend qu'un militant social nommé Sameera Thomas a volé le dossier. Vijay essaie de retrouver Sameera avec l'aide de son fils, Timothy (« Timmy »), mais découvre que le cadavre de Sameera, déclarée traître à la nation, a été retrouvé. Prenant l'affaire personnellement, Vijay enquête et apprend que Sameera a été interrogée sur une personne nommée Sardar, mais elle n'a rien révélé.
Grâce à l'ordinateur portable de Sameera, Vijay découvre que Sameera a protesté contre une entreprise de conditionnement d'eau, dirigée par un ancien officier de la NSA, Maharaj Rathore, dont le projet One India One Pipeline devrait unifier et contrôler l'approvisionnement en eau potable à travers l'Inde. Selon les informations de recherche obtenues à partir de l'ordinateur portable de Sameera, l'entreprise a produit de l'eau contaminé contenant des cancérigènes et autres produits chimiques nocifs. Après avoir bu de cette eau, Timmy est diagnostiqué de sarcoïdose. Le cœur brisé, Vijay et Shalini apprennent que Sameera se dirige vers une gare pour rencontrer un complice. Il retrouve son complice à la gare et parvient à le capturer, mais le complice se fait tuer.
Parmi ses affaires, Vijay vérifie un livre contenant une adresse de destination (que Vijay avait déjà vue avec Timmy alors qu'il postait une lettre à leur parent Victor sur les conseils de Sameera) à la prison de Chittagong au Bangladesh. Pendant ce temps, l'agence RAW reçoit des informations sur la lettre de Sameera, qui s'appelle CODE RED. Rathore contacte la NIA et essaie d'amener le directeur à achever Sardar, mais il parvient à s'échapper de la prison. Vijay trouve un emplacement parmi les affaires du complice, qui est une couchette d'essence[incompréhensible] avec un tunnel secret. Après une lutte contre un assassin, Vijay trouve un dossier qui intéressait l'assassin. En parcourant le dossier, Vijay apprend que Sardar est en fait Chandra Bose.
Il y a des années, en 1985, Sardar travaillait incognito, en tant qu'espion pour RAW, comme comédien d'art dramatique et vivait heureux avec sa famille. Sardar tomba amoureux d'Indhra Rani (qui l'aimait aussi avant d'apprendre plus tard quel était son métier) et ils se mariaient donnant ensuite naissance à leur fils Vijay. Un jour, Sardar reçoit sa prochaine mission d'enquêter sur la frontière indo-pakistanaise, où l'agence prend connaissance d'activités suspectes. Maître du déguisement, Sardar parvient à s'enfuir avec une photo et une copie dactylographiée traduite d'un dossier, rédigé en chinois.
Après avoir détaillé le dossier à ses officiers supérieurs Rathore et Victor, ils apprennent le plan de la Chine visant à répandre de fausses informations sur la contamination de l'eau à travers le Pakistan et la mise en place de pipelines pour monopoliser l'approvisionnement en eau de l'Inde via One India One Pipeline. Ils apprennent également qu'une agent infiltré, du nom de code Laughing Buddha, dans leur agence, aide la Chine dans sa mission. Rathore et Victor envoient Sardar pour retrouver Laughing Buddha. Sardar entre alors en contact avec un autre agent nommé Cockroach, et en déduit que le chef de la NSA, PK Abraham, est en fait le Laughing Buddha. Ils réussissent à le capturer au Bangladesh. Cependant, Rathore, avide de cupidité, décide d'éliminer Abraham.
Sardar dit à Rathore qu'il éliminera Abraham, ce qu'il accepte, et Sardar est emprisonné pendant 32 ans au Bangladesh sous prétexte de détenir à tort plusieurs passeports, tandis que Rathore présente à tort Sardar comme un traître à la nation et se fait renvoyer de RAW. Par la suite, Rathore rejoint secrètement la Chine et devient le chef de One India One Pipeline. Après avoir appris la trahison de Rathore, Sardar est furieux mais se souvient qu'il a stocké les copies du fichier qu'il a cachées dans un coffre-fort. Grâce à Sameera, Sardar décide d'achever sa mission.
De retour dans le présent, Rathore se dirige vers le coffre-fort de RAW et tente de retrouver la personne qui a posté la lettre à Sardar, tandis que Vijay apprend que Paavaidaisaami est l'un des hommes de Rathore, où il est amené au coffre-fort de RAW. Sous les ordres du chef Chandra Mohan, les agents du RAW tentent de protéger Victor et de l'amener au quartier général, tandis que Rathore envoie ses hommes pour tuer Victor, mais Sardar arrive et les tue tous. Accompagnés de Timmy au quartier général et sous les traits de Victor, Sardar et Timmy arrivent au quartier général et battent les autres agents. À l'intérieur du coffre-fort, les agents RAW tentent de retenir Sardar sans succès.
Rathore confronte Sardar et révèle qu'il avait tué la famille de ce dernier après avoir appris que Rani avait écouté leur conversation en utilisant la fréquence secrète de Sardar et Rathore, après les avoir tous tués, il l'a mis en scène comme un suicide, mais a laissé Vijay vivant délibérément pour faire croire que sa famille s'est suicidée par disgrâce et lui faire porter la disgrâce de son père. Vijay apprend également cela et devient furieux. Sardar, au côté de Timmy, s'échappe dans un camion rempli de sodium. Rathore apprend cela et en déduit que Sardar envisage de détruire le pipeline et se dirige vers l'usine d'eau pour l'arrêter.
Sardar parvient à atteindre et à vaincre les gardes de l'usine d'eau. Il détruit le pipeline et empêche l'eau dangereuse de traverser les villages. Après avoir finalement tué Rathore, Sardar rencontre Vijay et lui dit qu'il ne peut pas vivre une vie paisible car il s'est engagé à être un espion pour le pays et part. Sameera est innocenté, tandis que Sardar se dirige vers une autre mission et que le gouvernement central annule le One India One Pipeline. Cependant, Vijay est suspendu de la police, pour son incapacité à attraper Sameera et Sardar vivants.
Dans une scène post-générique, Chandra Mohan révèle à Vijay que c'est lui qui a tiré les ficelles, dans sa suspension de la police, et nomme Vijay pour travailler comme espion, pour RAW. Vijay se voit confier une mission au Cambodge, avec un nom de code.

## Distribution
- Karthi : Chandra Bose (alias Sardar), Vijay Prakash (fils de Bose)
- Raashii Khanna : Shalini
- Rajisha Vijayan : Indhra Rani (épouse de Bose et mère de Vijay, tuée par Rathore[6])
- Laila : Sameera Thomas (militante sociale, qui tente d'arrêter le plan de Rathore et tuée par lui) (voix doublée par Savitha Reddy[7])
- Chunky Panday : Maharaj Rathore
- Rithvik : Timothy (Timmy)
- Munishkanth : Paavadaisami (oncle adoptif de Vijay)
- Ashwin Kumar : tueur à gages de Rathore
- Yugi Sethu : agent Karapampoochi (cafard)
- Avinash : Victor (Chetta)
- Yog Japee : Chandra Mohan, chef RAW
- Mohammad Ali Baig : de PK Abraham, chef de la NSA (Bouddha rieur), qui a été tué par Bose
- Balaji Sakthivel : Chidambaram, le père de Bose, un ancien officier militaire
- Dinesh Prabhakar : gardien de la prison de Chittagong
- Aadhira Pandilakshmi : Muthulakshmi, la mère de Bose
- Ilavarasu : homme politique
- Sahana Vasudevan : officier RAW
- Shyam Krishnan : assistant de Rathore
- Swaminathan : journaliste
- Irumbu Thirai : Sharath Ravi
- Jagan Krishnan : analyste des médias
- Vijay Varadharaj
- Abdool Lee : journaliste
- Myna Nandhini : Valli, comédien d'art dramatique

## Développement
Le tournage a été retardé d'un an en raison de la pandémie de Covid-19 en Inde et a finalement commencé en avril 2021. Il a eu lieu à Chennai, Mumbaï, en Azerbaïdjan et en Géorgie. Les tournages se sont terminés en juin 2022 et la post-production a débuté en août 2022.
Sardar sort le 21 octobre 2022 en Inde, avant la semaine de Diwali, et est bien accueilli par la presse spécialisée nationale. Le film devient un succès critique et commercial au box-office, avec un chiffre d'affaires de plus de ₹100 (13 millions de dollars américains) dans le monde. Une suite est en développement.